# Fritz von Gemmingen-Hornberg
Friedrich Karl Eberhard „Fritz“ von Gemmingen-Hornberg (* 29. August 1860; † 30. Oktober 1924) war württembergischer Offizier und Kammerherr. Er war ein Schwiegersohn des Industriellen Gustav Siegle und hat von dessen Ehefrau umfangreichen Besitz in der Oberpfalz geerbt, darunter Schloss Friedenfels, Schloss Poppenreuth und die Ruine Weißenstein, die Friedenfelser Schlossbrauerei sowie den Friedenfelser Steinbruch mit zugehöriger Bahnstrecke nach Reuth. In Friedenfels wurde die Gemmingen-Straße nach ihm benannt. Die für ihn 1911 fertiggestellte Villa Gemmingen in Stuttgart war später zeitweise Sitz des Landesdenkmalamts Baden-Württemberg.

## Leben

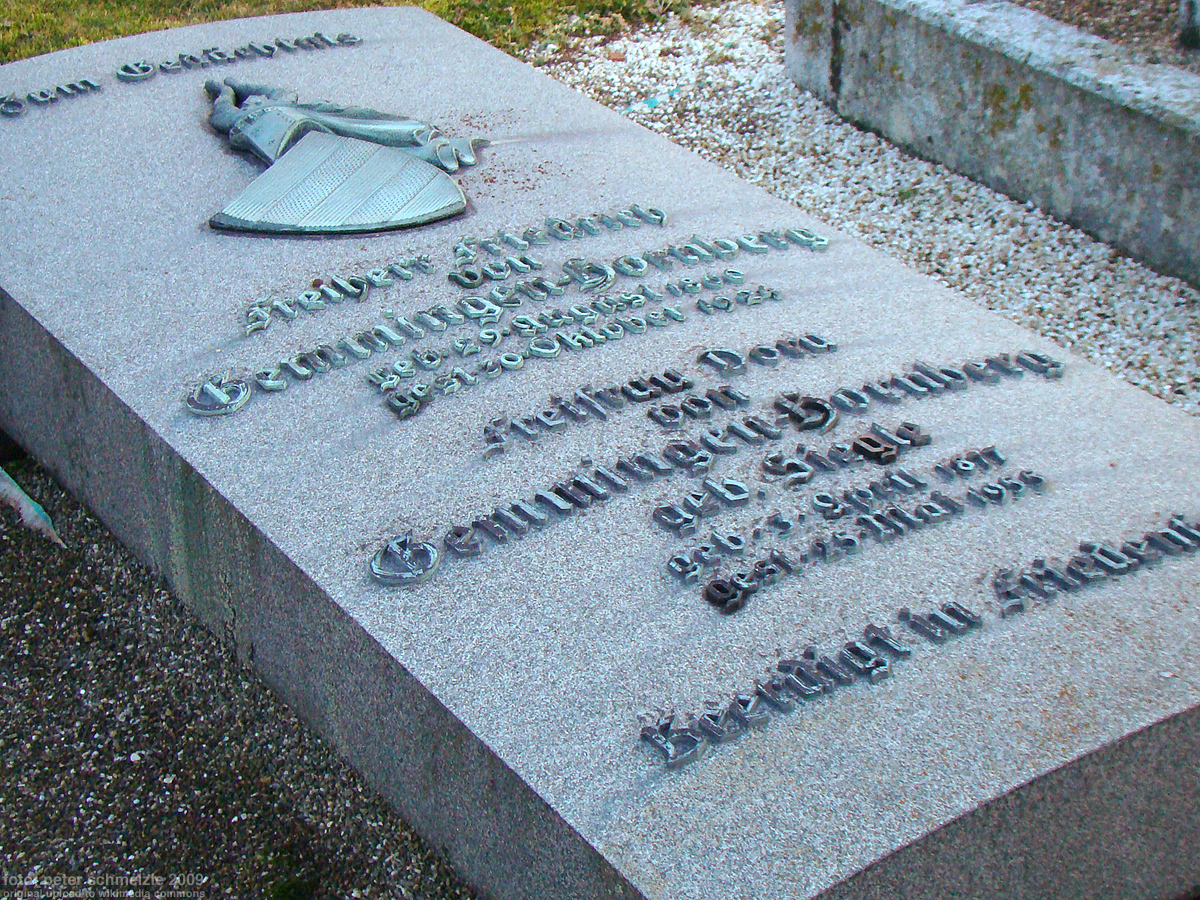
Gedenkplatte auf dem Friedhof in Babstadt

Fritz von Gemmingen-Hornberg war ein Sohn des Babstadter Grundherrn Hermann von Gemmingen (1820–1891) und dessen Ehefrau Pauline Maximiliane Philippine von Gemmingen geb. von Ellrichshausen (1825–1865). Er besuchte das Gymnasium Heilbronn und trat anschließend in den württembergischen Militärdienst ein, wo er bis zum Hauptmann aufstieg.
1896 heiratete er Dora Siegle, eine Tochter des Chemikers und Unternehmers Gustav Siegle (1840–1905). Der Schwiegervater veranlasste den Bau der nach Plänen der Stuttgarter Architekten Albert Eitel und Eugen Steigleder 1911 fertiggestellten Villa Gemmingen in Stuttgart, die Fritz und Dora von Gemmingen als repräsentativer Wohnsitz diente. Später hatte das Landesdenkmalamt Baden-Württemberg dort zeitweilig seinen Sitz. 
Durch die Heirat mit Dora Siegle und mit dem Erbe des Schwiegervaters wurde Fritz von Gemmingen zu einem der reichsten Männer Württembergs. Das 1914 erschienene Jahrbuch der Millionäre in Württemberg mit Hohenzollern listet ihn an 18. Stelle mit einem Vermögen von rund 10 Millionen Mark, seinen Schwager Karl von Ostertag-Siegle und seine Schwiegermutter Julie Siegle verfügten ebenfalls über ein Vermögen von je rund 10 Millionen Mark. Über die Schwiegermutter kam Fritz und Dora 1918 noch umfangreicher Besitz in der Oberpfalz zu, darunter Schloss Friedenfels, Schloss Poppenreuth und die Ruine Weißenstein. Friedenfels wurde zum Lebensmittelpunkt, wo Fritz von Gemmingen u. a. auch die Schlossbrauerei, den Steinbruch und die Bahnstrecke Reuth–Friedenfels besaß.
Er war Mitglied des Aufsichtsrats der Württembergischen Vereinsbank in Stuttgart, der Neckarwerke in Esslingen, der Enzgauwerke in Bissingen, der Württembergischen Metallwarenfabrik in Geislingen und des Solenhofer Aktien-Vereins.
1908/09 stiftete Fritz von Gemmingen neue Bronzeglocken für die Evangelische Kirche Babstadt. Nachdem diese im Ersten Weltkrieg abgeliefert werden mussten, zählten seine Witwe und sein Sohn nochmals zu den Stiftern der 1925 angeschafften Ersatzglocken.
Er wurde zwar in Friedenfels begraben, auf dem Friedhof von Babstadt befindet sich dennoch zwischen den Gräbern seiner Verwandten eine Gedenkgrabplatte für ihn und seine Gattin.

## Familie
Fritz von Gemmingen-Hornberg war ab 1896 verheiratet mit Dora Siegle (1877–1955), der Tochter des Industriellen Gustav Siegle (1840–1905).
Nachkommen:
- Wolf Dieter (* 19. April 1918; † 13. Januar 2003) ⚭ Helga Freiin von Lerchenfeld (* 26. Juli 1927; † 14. Januar 2025)[4]